# Тугіяни
Тугія́ни (рос. Тугияны, хант. Тўкъякӑӈ кәрт) — село у складі Білоярського району Ханти-Мансійського автономного округу Тюменської області, Росія. Входить до складу Полноватського сільського поселення.
Населення — 79 осіб (2010, 97 у 2002).
Національний склад станом на 2002 рік: ханти — 93 %.